# 拟灯笼鱼
拟灯笼鱼（学名：Scopelengys tristis）为新灯鱼科拟灯笼鱼属的鱼类。分布于太平洋、印度洋、大西洋以及南海、东海等海域。该物种的模式产地在阿拉伯海。